# Подгорани (Пряшів)
Подгорани (словац. Podhorany) — село в окрузі Пряшів Пряшівського краю Словаччини. Площа села 7,12 км². Станом на 31 грудня 2020 року в селі проживало 849 жителів.
В селі розміщена католицька церква.

## Історія
Перші згадки про село датуються 1283 роком.

## Населення
| Рік:            | 1994. | 2004.    | 2014.    | 2024.    |
| --------------- | ----- | -------- | -------- | -------- |
| Кількість осіб: | 610   | 685      | 778      | 890      |
| Різниця:        |       | +12,29 % | +13,57 % | +14,39 % |

| Рік:            | 2023. | 2024.   |
| --------------- | ----- | ------- |
| Кількість осіб: | 878   | 890     |
| Різниця:        |       | +1,36 % |